# Leeroy
Leeroy (ou Leeroy Kesiah ou Leeroy Tanaka), de son vrai nom Khalid Dehbi, né le 26 janvier 1978 à Bagneux (Hauts-de-Seine), est un rappeur, chanteur, producteur, compositeur et beatmaker français d’origine marocaine. Membre des anciens groupes Saïan Supa Crew et Explicit Samouraï, il est également spécialisé dans le human beatbox.

## Biographie
En 1996, il fonde le groupe Explicit Samourai avec Specta et Eddie Kent à Bagneux.
En 1997, il gagne le concours téléphonique de freestyle dans Planète Rap sur Skyrock.
Fin 1997, Explicit Samouraï rencontre le groupe OFX (Féfé, Vicelow et KLR) dans les studios de DJ Fun à Bondy. Ils décident de monter ensemble un collectif, le Saïan Supa Crew, en y associant Sir Samüel, que Leeroy connaissait déjà depuis plusieurs années, et Sly the Mic Buddah.
En 1998, il réalise la partie beatbox du morceau Affaire de famille d'Ärsenik. Pendant cette période, il participe également à certains morceaux du collectif Mafia Trece.
Le Saïan Supa Crew enregistre trois albums studio : KLR en 1999, X Raisons en 2001, Hold Up en 2005, et un album live Hold Up Tour - Live in Paris en 2006 et acquiert une reconnaissance internationale au début des années 2000. Il remporte les Victoires de la musique en 2002.
Il s'essaie au beatmaking en composant une partie des musiques de X Raisons avec Féfé sous divers pseudonymes farfelus.
De 2003 à 2005, le Saïan Supa Crew fait une pause et Leeroy reprend le projet Explicit Samouraï, toujours avec Specta. Ils sortent l'album R.A.P. en 2004 puis fondent leur propre label, Toxic Music.
En janvier 2007, il quitte officiellement le Saïan Supa Crew pour se lancer dans une carrière solo. Il poursuit la série de mixtapes Coup de Massue (I, II et III), déjà commencée avant la dissolution du Saïan Supa Crew. Puis en 2007, il sort son premier album en solo Open Bar.  En 2008 et 2009, suivent Bollywood Trip et African Trip, albums de musique d'ambiance.
Il prête également sa voix à différentes réalisations : Les Lascars (série animée), B-Boy et Fifa Street 2 (jeux vidéo), et fait des apparitions dans Bollywoogie (J.G. Biggs), Poltergay (Éric Lavaine) et auprès du collectif Les Filmistes (PayStation).
En septembre 2012, il signe avec le label Jive/Epic (A label from Sony Music France).
En 2013, il collabore à l'album Enfantillages 2 avec Aldebert sur le titre La soucoupe volante.
En 2014, il participe au spectacle musical Le soldat rose 2 aux côtés d'Isabelle Nanty, la voix du grand magasin, illustrant en bruitage la narration de l'histoire. Il remplace aussi Gad Elmaleh pour sa chanson En pâte à modeler lors de l'absence de celui-ci.
En 2016, il sort l'album Noir Fluo, orienté chansons à texte.
En 2017, il sort Fela Is the Future, album hommage à la musique de Fela Kuti, avec notamment les participations de Femi Kuti, Seun Kuti et Féfé.
En 2019, il retrouve Féfé, ex-acolyte du Saïan Supa Crew, et ils sortent le projet 365 Jours. La tournée qui accompagne l'album, censée durer 365 jours, est brutalement interrompue par la pandémie de Covid-19.
En 2022, il forme avec le collectif General Electriks et le rappeur américain Lateef the Truthspeaker le groupe The Strangers, mélange d'électropop avec des textes rappés en anglais et en français. Ils sortent leur premier album éponyme le 15 septembre 2023 puis se lancent en tournée en France à partir de décembre 2023.

## Discographie

### Albums solo
- 2005 : Le 1er coup de massue (Aktarus)

1. Intro (interprété par Sly the Mic Buddah)
2. Interro Reprise
3. Hey Yo Leeroy
4. Zulu
5. 2 Elements (feat. Sly the Mic Buddah et Wildchild)
6. Mr Mytho
7. X-plicit Sentence
8. Funkin's Aya Sheet (feat. Navea et Pyaz)
9. Regarde A L'Horizon
10. Freestyle (feat. Busta Rhymes)
11. État D'Choc (Timbo Remix)
12. Freestyle (mediagong.com)
13. Superstars (feat. Akela)
14. Love Song Remix (feat. K-Os)
15. Ta P'Tite Amie (Demo Version)
16. 2 MC's D'Classe (feat. Kasspapazo)
17. Blow	(feat. Saian Supa Crew)
18. Mets-Toi High (Jankanoo Riddim)
19. Danger (feat. Blackmoon)
20. Outro (interprété par Sly the Mic Buddah)

- 2006 : Bollywood Trip (PIAS)

1. Spicy Intro
2. Drummies
3. Arlette Et Lalita
4. Fireball (Scratches par Kärve)
5. Danger Zone (feat. Sly The Mic Buddah)
6. Tandoori Skit (interprété par Sly The Mic Buddah)
7. Nuclear Bomb	(Scratches par Kärve)
8. Gigi
9. Bounce Floor
10. Where Is My Shishkebab (Scratches par Kärve)
11. Lucile

- 2006 : Le 2e coup de massue (PIAS)

1. Know Music (Intro by Kärve)
2. Eurotrash (feat. Promoe from LoopTroop)
3. Trop Bon Trop Con (WeshBeat Version)
4. Le son qu'il te faut (Tanaka Version)
5. Allo Docteur
6. Viens (L2E Version)
7. Femme (feat. Daddy Mory & Sir Samuel)
8. Le Sale Flic / Police
9. Tanaka Sound
10. Le Temps d'un rëve (Bouya Remix)
11. La Belle et les Bêtes (par Saïan Supa Crew - Live au Bataclan)
12. Mash Up (feat. K2R Riddim)
13. FreeStyle 1
14. Give Praise (feat. Kimany Marley & Sir Samuel) (Diva Remix)
15. Collective Mode (feat. Asian Dub Foundation)
16. FreeStyle 2

- 2007 : Open Bar (Virgin Music)

1. Y'a Des Jours
2. Elle
3. Comin'Out (feat. Gush)
4. Indigènes
5. Open Bar
6. Home Sweet Home
7. Petits Travers
8. J'n'ai Jamais Choisi (feat. Féfé)
9. Hey Yo
10. Antisocial 2007
11. Allo Docteur
12. Je Viens De La Où L'on M'aime	(feat. Idir et Féfé)
13. Lucile
14. Hey Yo (Paul Fuego Version)

- 2009 : African Trip (PIAS)

1. Welcome
2. Spacecarnival
3. No more war
4. The funny trap
5. Divine machine
6. Danse avec les loups
7. Pepper view
8. Pay me
9. Hotel zombie
10. Dark city
11. Manioc academy
12. Jetlag
13. Exit

- 2009 : Le 3e coup de massue

1. L'entrée du chef
2. Back to the Future
3. Bonnes résolutions
4. Naïve
5. J'ai un bug
6. Freestyle 1
7. Seek and You Will Find
8. J'avance
9. Freestyle 2
10. Ambiance-toi (Gloumi Remix)
11. A l'aise
12. Buzz
13. Freestyle 3
14. Naufragé
15. Buff nuff
16. Trippin'
17. Freestyle 4
18. Dedicated

- 2016 : Noir Fluo

1. Emmene-moi
2. Quand Chrai Ptit
3. Capitaine Haddock feat Tete
4. Rasta Blanc
5. Danse-Moi
6. Personne Feat Fefe
7. Amoureux
8. Cougars
9. Mon Pere
10. Ton Pote feat Camelia Jordana
11. Chateau Rouge
12. Pauvres Riches
13. Cougars (Remix)

- 2017 : Fela Is the Future

1. Na Poi
2. Beasts of No Nation feat. Seun Kuti
3. Zombie feat. Noraa
4. I.T.T. feat. Féfé
5. Opposite People feat. Femi Kuti
6. Go Slow feat. Ire Allen
7. Look and Laugh feat. Nneka
8. Fight to Finish feat. Duro Ikujenyo
9. Authority Stealing feat. Nakhane
10. Yellow Fever
11. V.I.P. feat. Showboy
12. OBE feat. Ire Allen

## Filmographie
- 2006 : Bollywoogie de Gabriel Biggs
- 2007 : Poltergay d'Éric Lavaine